# 伊藤健二
伊藤 健二（いとう けんじ、1955年〈昭和30年〉3月19日 - ）は、日本の金融家、銀行家。日本政策金融公庫の副総裁等を歴任した。

## 人物・経歴
1955年、宮城県加美郡中新田町（現・加美町）で生まれた。東北地方の地方経済の発展が求められる中、地元の加美町立中新田中学校、宮城県古川高等学校を経て、東北大学経済学部に進学。1978年に同大学を卒業し、国民金融公庫（後の日本政策金融公庫）に入庫した。入庫当時の日本は高度経済成長の終盤を迎えており、オイルショックなどの影響も受けながら、産業構造の転換が求められていた。伊藤は地方経済と中小企業の金融支援の重要性を認識し、金融政策の現場で経験を積んだ。2008年、日本政策金融公庫が設立されると、その国民生活事業本部の事業運営部長に就任。以後、2010年に人材開発部長、2012年に国民生活事業本部長付・特別参与などの要職を歴任。2015年には常務取締役に昇進し、2018年には代表取締役副総裁に就任した。副総裁としては、金融危機対応や中小企業支援の強化に努めた。特にリーマン・ショック後や、新型コロナウイルス感染症の拡大に伴う経済不安に対し、中小企業向け融資の拡充などを担当した。伊藤は、地方経済の発展と中小企業支援に尽力し、特に日本政策金融公庫の役割を強化することに貢献した。2021年（公財）公庫団信サービス協会理事長。2021年株式会社日本政策金融公庫顧問。2023年日本政策金融公庫地域連携監（総裁特命）。伊藤はバブル崩壊、金融ビッグバン、リーマン・ショック、コロナ過といった経済の激動期と重なり、その都度、政策金融の重要性を再確認しなければいけなかった。